# Manolo Jiménez Jiménez
Manuel Jiménez Jiménez (Arahal, provincia de Sevilla, 26 de enero de 1964) es un exfutbolista y entrenador español. El estadio del CD Arahal Balompié, equipo de donde nació, lleva su nombre. Actualmente está sin club.

## Biografía

### Como jugador
Manuel Jiménez nació en Arahal (Sevilla) el 26 de enero de 1964. Llegó a la disciplina nervionense a principios de los ochenta para recalar en el Sevilla Atlético. Posteriormente subió al primer equipo y, unos años más tarde, en 1988, le llegó el turno de debutar con la selección nacional, convirtiéndose en un fijo de Luis Suárez y disputando como titular el Mundial de Italia 90. En el Sevilla FC jugó un total de 14 temporadas, con 344 partidos de Liga, 44 de Copa del Rey y 4 de Copa de la UEFA. Su único gol en el Sevilla fue contra la Unión Deportiva Las Palmas.
Después de dejar el Sevilla FC se marchó al Real Jaén, donde finalizó su carrera deportiva.
Con el Sevilla FC disputó en 2 ocasiones la Copa de la UEFA, disputando 9 partidos de competición europea. Con la Selección española disputó 15 partidos, 2 de ellos durante el Mundial de fútbol de Italia, en 1990.Manolo Jiménez es el jugador que mantiene el récord de partidos disputados en Primera División con el Sevilla FC, con 354 partidos disputados.

### Como entrenador

#### Sevilla Atlético
Una vez retirado como jugador comenzó una nueva etapa como entrenador, tomando las riendas del filial sevillista, el Sevilla Atlético, llegando al club en el año 2000 de la mano del presidente del Sevilla FC, Roberto Alés. Manolo Jiménez consiguió ascender al filial de Tercera División a Segunda División B en su primera temporada. Posteriormente conseguiría clasificar al filial sevillista para 4 liguillas de ascensos de forma consecutivas, 2 de ellas como campeón del grupo IV de Segunda División B, consiguiendo el ascenso a Segunda División en la temporada 2006/07.

#### Sevilla FC
El curso 2007/08 lo iniciaba como su séptima temporada al frente del filial sevillista, en Segunda División. Sin embargo, el 27 de octubre de 2007, tras la precipitada marcha de Juande Ramos, asumió la dirección del primer equipo sevillista. 
El presidente José María del Nido declaró el veintiocho del mismo mes que era la primera vez que hacía contrato por dos años a un entrenador, con lo que recalcaba su confianza en el técnico de Arahal. Al ser cuestionado innumerables veces por la prensa deportiva, Del Nido lo calificó como "el Wenger de Arahal" debido a que iba a mantenerse ligado a la entidad nervionense tanto tiempo como Arsène Wenger al Arsenal. El equipo hispalense terminaría la Liga como 5.º clasificado, empatado a puntos con el 4.º.
Tras dejar al equipo hispalense en tercer lugar (temporada 2008/2009) y clasificarlo para la Liga de Campeones; el 26 de mayo de 2009, Manolo Jiménez renovó su contrato con el club un año más, a pesar de las críticas recibidas. Sin embargo, el 23 de marzo de 2010, fue cesado como entrenador sevillista tras empatar frente al Xerez, siendo sustituido por Antonio Álvarez Giráldez. El Sevilla ocupaba en ese momento la quinta posición en la Liga, a dos puntos de los puestos de Liga de Campeones, había sido eliminado en octavos de final de la máxima competición continental, y estaba clasificado para la final de la Copa del Rey. Manolo Jiménez terminó su etapa sevillista con un promedio de 1,73 puntos por partido, lo que hace una proyección de 66 puntos por temporada.
Al comienzo de la temporada 2010/2011, Manolo Jiménez no entrenó a ningún equipo y realizó labores de comentarista para Canal Sur en las retransmisiones de los partidos de la Liga de Campeones de la UEFA.

#### AEK Atenas
El 7 de octubre de 2010, el AEK Atenas F.C. confirmó su fichaje como entrenador, firmando por lo que quedaba de temporada y otra más. Jiménez llegaba al equipo griego acompañado de Jesús Calderón (ayudante), Daniel Pastor (preparador físico) y Miguel Morilla (psicólogo). Todos ellos ya coincidieron con Jiménez en su etapa en el Sevilla. El 17 de octubre tuvo lugar su debut oficial con el equipo ateniense en la Super Liga de Grecia ante el Aris Salónica Fútbol Club, venciendo por 0-4. Esto motivó numerosas portadas en la prensa griega destacando el enorme éxito del técnico arahalense. Sin embargo, el fulgurante comienzo dejó pronto paso a una trayectoria bastante irregular, que impidió al equipo auparse a los primeros puestos de la clasificación. De hecho, el 5 de octubre de 2011, a sólo dos días de cumplir un año como técnico del AEK Atenas F.C., la web oficial del conjunto heleno confirmaba la destitución de Jiménez, debido a los malos resultados en la Europa League, en la que marchaba colista de su grupo con cero puntos tras dos partidos.

#### Real Zaragoza
El 31 de diciembre de 2011, Javier Aguirre fue destituido como entrenador del Real Zaragoza debido a su horrible racha de resultados, y Jiménez llegó a un acuerdo para ser el nuevo entrenador maño por lo que resta de temporada 2011/2012. Pese a que el equipo aragonés era último, poco a poco empezó a remontar y, tras una espectacular racha triunfal en la fase final del campeonato, logró llegar a la última jornada en el puesto 18.º, pero dependiendo de sí mismo para la salvación, consiguiéndola tras ganar al Getafe CF por 0-2. Obtuvo la permanencia tras haber llegado a estar a 15 puntos de la misma, suponiendo esto la mayor remontada de la historia de la Liga española. Por esta gesta, se le apodó Manolo Milagro Jiménez.
El 4 de junio de 2012, Jiménez renovó su contrato con el Zaragoza por tres temporadas. Pero la temporada 2012-13 fue todo lo contrario que la anterior, ya que el conjunto aragonés fue de más a menos y terminó descendiendo a Segunda División en la última jornada. Tras perder la categoría, se anunció la desvinculación del técnico andaluz de la entidad.

#### Al-Rayyan
En noviembre de 2013, Jiménez fichó por el Al-Rayyan, aunque no pudo salvarlo del descenso. Logró devolverlo a la élite al año siguiente, pero no fue renovado por el club catarí.

#### Vuelta al AEK Atenas
En enero de 2017, el AEK Atenas F.C. volvió a hacerse con los servicios del arahalense hasta final de temporada con opción a dos más, después de la destitución del entrenador portugués José Morais. El equipo heleno terminó la temporada siendo 3.º en la Liga y finalista de la Copa, y Jiménez renovó su contrato con el club por un año más. En mayo de 2018, tras proclamarse campeón de la Superliga de Grecia por primera vez en 24 años, el AEK Atenas F.C. confirmó que Jiménez no iba a continuar en el banquillo.

#### UD Las Palmas
El 26 de mayo de 2018, la Unión Deportiva Las Palmas confirmaba la contratación de Manolo Jiménez como nuevo técnico del conjunto amarillo. Sin embargo, fue despedido el 16 de noviembre de 2018, poco después del empate de su equipo contra el Granada, habiendo completado un irregular inicio de Liga que le situaba en el 6.º puesto de la clasificación.

#### Vuelta al AEK Atenas
El 5 de febrero de 2019, inició su tercera etapa al mando del AEK Atenas F.C. El 28 de mayo de 2019, se confirmó que no continuaría en el club, al acabar 3.º en la Super Liga de Grecia y perder la Copa de Grecia.

#### Al-Wahda
Desde octubre de 2019 entrena al Al-Wahda, equipo de Abu Dabi, capital de los Emiratos Árabes Unidos, que participa en la Liga Árabe del Golfo.

#### AEK Atenas
El 27 de diciembre de 2020, inició su cuarta etapa al frente del AEK Atenas F.C. Esa temporada se convierte en el tercer entrenador que más victorias ha conseguido con el equipo. En mayo de 2021 es destituido
En invierno de ese mismo sonó como futurible de Cádiz CF y la selección helena

#### Al-Wahda
El 4 de octubre de 2022, firma por el Al-Wahda de la UAE Pro League. En marzo de 2023 es destituido luego de caer ante el Al-Ain.

#### Cerro Porteño
En agosto de 2023, se marchó a Cerro Porteño para realizar labores de scouting y contribuir a la formación de los entrenadores y los jugadores de la cantera hasta final de temporada.El 16 de marzo de 2024, fue confirmado como entrenador del equipo paraguayo. Acabó el Trofeo Apertura en segunda posición ganando 10 de los 12 partidos y terminando en segunda plaza, a solo 3 puntos del campeón.El 30 de septiembre era cesado tras la derrota por 0-3 ante el Club Sportivo 2 de Mayo y el consiguiente descenso a la cuarta posición del Torneo Clausura.

#### APOEL
El 12 de octubre de 2024, asumió al frente del APOEL de Nicosia.En marzo de 2025, fue relevado de sus funciones después de una serie de malos resultados.

## Clubes y estadísticas

### Como jugador

#### Clubes
| Club      | País   | Año       | Partidos | Goles |
| --------- | ------ | --------- | -------- | ----- |
| Sevilla   | España | 1984-1997 | 363      | 1     |
| Real Jaén | España | 1997-1998 | 9        | 2     |
| Total     | Total  | Total     | 372      | 3     |

##### En laSelección de fútbol de España
- Debut: 1988
- Último partido: 1990

#### Resumen estadístico
| Competición         | Partidos | Goles |
| ------------------- | -------- | ----- |
| Primera División    | 354      | 1     |
| Segunda División    | 9        | 2     |
| Copa de la UEFA     | 9        | 0     |
| Selección de España | 15       | 0     |
| TOTAL               | 387      | 3     |

### Como entrenador
| Equipo                            | Div.                | Temporada           | Liga  | Liga | Liga | Liga | Liga |       | Copa | Copa | Copa | Copa  |    | Internacional | Internacional | Internacional | Internacional | Internacional |   | Otros | Otros | Otros | Otros |     | Totales     | Totales | Totales | Totales | Totales | Totales | Totales | Totales |
| Equipo                            | Div.                | Temporada           | Part. | G    | E    | P    | Pos. | Part. | G    | E    | P    | Part. | G  | E             | P             | Pos.          | Part.         | G             | E | P     | Part. | G     | E     | P   | Rendimiento | GF      | GC      | Dif.    |         |         |         |         |
| --------------------------------- | ------------------- | ------------------- | ----- | ---- | ---- | ---- | ---- | ----- | ---- | ---- | ---- | ----- | -- | ------------- | ------------- | ------------- | ------------- | ------------- | - | ----- | ----- | ----- | ----- | --- | ----------- | ------- | ------- | ------- | ------- | ------- | ------- | ------- |
| Sevilla Atlético · España         | 3.ª                 | 2000-01             | 38    | 27   | 8    | 3    | 1.º  | -     | -    | -    | -    | -     | -  | -             | -             | -             | 6             | 6             | 0 | 0     | 44    | 33    | 8     | 3   | 81.06%      | 101     | 28      | +73     |         |         |         |         |
| Sevilla Atlético · España         | 2.ªB                | 2001-02             | 38    | 10   | 15   | 13   | 11.º | -     | -    | -    | -    | -     | -  | -             | -             | -             | -             | -             | - | -     | 38    | 10    | 15    | 13  | 39.48%      | 29      | 30      | -1      |         |         |         |         |
| Sevilla Atlético · España         | 2.ªB                | 2002-03             | 38    | 11   | 15   | 12   | 10.º | -     | -    | -    | -    | -     | -  | -             | -             | -             | -             | -             | - | -     | 38    | 11    | 15    | 12  | 42.11%      | 34      | 39      | -5      |         |         |         |         |
| Sevilla Atlético · España         | 2.ªB                | 2003-04             | 38    | 19   | 7    | 12   | 3.º  | -     | -    | -    | -    | -     | -  | -             | -             | -             | 6             | 2             | 2 | 2     | 44    | 21    | 9     | 14  | 54.55%      | 50      | 34      | +16     |         |         |         |         |
| Sevilla Atlético · España         | 2.ªB                | 2004-05             | 38    | 19   | 9    | 10   | 1.º  | -     | -    | -    | -    | -     | -  | -             | -             | -             | 2             | 0             | 2 | 0     | 40    | 19    | 11    | 10  | 56.67%      | 53      | 30      | +23     |         |         |         |         |
| Sevilla Atlético · España         | 2.ªB                | 2005-06             | 38    | 15   | 15   | 8    | 3.º  | -     | -    | -    | -    | -     | -  | -             | -             | -             | 4             | 1             | 1 | 2     | 42    | 16    | 16    | 10  | 50.8%       | 50      | 33      | +17     |         |         |         |         |
| Sevilla Atlético · España         | 2.ªB                | 2006-07             | 38    | 22   | 10   | 6    | 1.º  | -     | -    | -    | -    | -     | -  | -             | -             | -             | 4             | 2             | 1 | 1     | 42    | 24    | 11    | 7   | 65.87%      | 59      | 23      | +36     |         |         |         |         |
| Sevilla Atlético · España         | 2.ª                 | 2007-08             | 9     | 5    | 3    | 1    | Inc. | -     | -    | -    | -    | -     | -  | -             | -             | -             | -             | -             | - | -     | 9     | 5     | 3     | 1   | 66.67%      | 12      | 8       | +4      |         |         |         |         |
| Sevilla Atlético · España         | Total               | Total               | 275   | 128  | 82   | 65   | -    | -     | -    | -    | -    | -     | -  | -             | -             | -             | 22            | 11            | 6 | 5     | 297   | 139   | 88    | 70  | 56.68%      | 388     | 225     | +163    |         |         |         |         |
| Sevilla · España                  | 1.ª                 | 2007-08             | 31    | 17   | 4    | 10   | 5.º  | 4     | 1    | 3    | 0    | 5     | 4  | 0             | 1             | 1/8           | -             | -             | - | -     | 40    | 22    | 7     | 11  | 60.83%      | 81      | 50      | +31     |         |         |         |         |
| Sevilla · España                  | 1.ª                 | 2008-09             | 38    | 21   | 7    | 10   | 3.º  | 8     | 5    | 0    | 3    | 6     | 4  | 0             | 2             | FG            | -             | -             | - | -     | 52    | 30    | 7     | 15  | 62.18%      | 78      | 51      | +27     |         |         |         |         |
| Sevilla · España                  | 1.ª                 | 2009-10             | 28    | 13   | 6    | 9    | Inc. | 8     | 5    | 0    | 3    | 8     | 4  | 2             | 2             | 1/8           | -             | -             | - | -     | 44    | 22    | 8     | 14  | 56.06%      | 69      | 46      | +23     |         |         |         |         |
| Sevilla · España                  | Total               | Total               | 97    | 51   | 17   | 29   | -    | 20    | 11   | 3    | 6    | 19    | 12 | 2             | 5             | -             | -             | -             | - | -     | 136   | 74    | 22    | 40  | 59.8%       | 228     | 147     | +81     |         |         |         |         |
| AEK Atenas · Grecia               | 1.ª                 | 2010-11             | 32    | 16   | 5    | 11   | 3.º  | 7     | 5    | 1    | 1    | 5     | 1  | 1             | 3             | FG            | -             | -             | - | -     | 44    | 22    | 7     | 15  | 78.23%      | 69      | 52      | +17     |         |         |         |         |
| AEK Atenas · Grecia               | 1.ª                 | 2011-12             | 4     | 3    | 0    | 1    | Inc. | -     | -    | -    | -    | 4     | 1  | 1             | 2             | Inc.          | -             | -             | - | -     | 8     | 4     | 1     | 3   | 54.17%      | 10      | 13      | -3      |         |         |         |         |
| Real Zaragoza · España            | 1.ª                 | 2011-12             | 22    | 10   | 3    | 9    | 16.º | -     | -    | -    | -    | -     | -  | -             | -             | -             | -             | -             | - | -     | 22    | 10    | 3     | 9   | 50%         | 23      | 30      | -7      |         |         |         |         |
| Real Zaragoza · España            | 1.ª                 | 2012-13             | 38    | 9    | 7    | 22   | 20.º | 6     | 3    | 1    | 2    | -     | -  | -             | -             | -             | -             | -             | - | -     | 44    | 12    | 8     | 24  | 33.33%      | 42      | 68      | -26     |         |         |         |         |
| Real Zaragoza · España            | Total               | Total               | 60    | 19   | 10   | 31   | -    | 6     | 3    | 1    | 2    | -     | -  | -             | -             | -             | -             | -             | - | -     | 66    | 22    | 11    | 33  | 38.89%      | 65      | 98      | -33     |         |         |         |         |
| Al-Rayyan Catar                   | 1.ª                 | 2013-14             | 19    | 5    | 7    | 7    | 13.º | 3     | 2    | 0    | 1    | 6     | 1  | 0             | 5             | FG            | -             | -             | - | -     | 28    | 8     | 7     | 13  | 36.9%       | 35      | 41      | -6      |         |         |         |         |
| Al-Rayyan Catar                   | 2.ª                 | 2014-15             | 17    | 16   | 0    | 1    | 1.º  | 4     | 2    | 1    | 1    | 7     | 3  | 4             | 0             | 1/2           | -             | -             | - | -     | 28    | 21    | 5     | 2   | 80.95%      | 107     | 25      | +82     |         |         |         |         |
| Al-Rayyan Catar                   | Total               | Total               | 36    | 21   | 7    | 8    | -    | 7     | 4    | 1    | 2    | 13    | 4  | 4             | 5             | -             | -             | -             | - | -     | 56    | 29    | 12    | 15  | 58.93%      | 142     | 66      | +76     |         |         |         |         |
| AEK Atenas · Grecia               | 1.ª                 | 2016-17             | 20    | 13   | 4    | 3    | 1.º  | 7     | 4    | 1    | 2    | -     | -  | -             | -             | -             | -             | -             | - | -     | 27    | 17    | 5     | 5   | 69.13%      | 49      | 14      | +35     |         |         |         |         |
| AEK Atenas · Grecia               | 1.ª                 | 2017-18             | 30    | 21   | 7    | 2    | 1.º  | 10    | 7    | 1    | 2    | 12    | 2  | 8             | 2             | 1/16          | -             | -             | - | -     | 52    | 30    | 16    | 6   | 67.95%      | 81      | 28      | +53     |         |         |         |         |
| Las Palmas · España               | 2.ª                 | 2018-19             | 14    | 5    | 7    | 2    | Inc. | 1     | 0    | 0    | 1    | -     | -  | -             | -             | -             | -             | -             | - | -     | 15    | 5     | 7     | 3   | 48.89%      | 20      | 14      | +6      |         |         |         |         |
| Las Palmas · España               | Total               | Total               | 14    | 5    | 7    | 2    | -    | 1     | 0    | 0    | 1    | -     | -  | -             | -             | -             | -             | -             | - | -     | 15    | 5     | 7     | 3   | 48.89%      | 20      | 14      | +6      |         |         |         |         |
| AEK Atenas · Grecia               | 1.ª                 | 2018-19             | 11    | 6    | 2    | 3    | 3.º  | 5     | 4    | 0    | 1    | -     | -  | -             | -             | -             | -             | -             | - | -     | 16    | 10    | 2     | 4   | 66.67%      | 27      | 12      | +15     |         |         |         |         |
| Al Wahda · Emiratos Árabes Unidos | 1.ª                 | 2019-20             | 16    | 10   | 2    | 4    | Inc. | 5     | 1    | 1    | 3    | 2     | 1  | 1             | 0             | Inc.          | -             | -             | - | -     | 23    | 12    | 4     | 7   | 57.97%      | 35      | 35      | +0      |         |         |         |         |
| AEK Atenas · Grecia               | 1.ª                 | 2020-21             | 24    | 10   | 6    | 8    | 4.º  | 6     | 2    | 0    | 4    | -     | -  | -             | -             | -             | -             | -             | - | -     | 30    | 12    | 6     | 12  | 46.67%      | 38      | 40      | -2      |         |         |         |         |
| AEK Atenas · Grecia               | Total               | Total               | 121   | 69   | 24   | 28   | -    | 35    | 22   | 3    | 10   | 21    | 4  | 10            | 7             | -             | -             | -             | - | -     | 177   | 95    | 37    | 45  | 60.64%      | 274     | 159     | +115    |         |         |         |         |
| Al Wahda · Emiratos Árabes Unidos | 1.ª                 | 2022-23             | 13    | 8    | 4    | 1    | Inc. | 5     | 2    | 2    | 1    | -     | -  | -             | -             | -             | -             | -             | - | -     | 18    | 10    | 6     | 2   | 66.67%      | 29      | 17      | +12     |         |         |         |         |
| Al Wahda · Emiratos Árabes Unidos | Total               | Total               | 29    | 18   | 6    | 5    | -    | 10    | 3    | 3    | 4    | 2     | 1  | 1             | 0             | -             | -             | -             | - | -     | 41    | 22    | 10    | 9   | 61.79%      | 64      | 52      | +12     |         |         |         |         |
| Cerro Porteño Paraguay            | 1.ª                 | A-2024              | 12    | 10   | 1    | 1    | 2.º  | -     | -    | -    | -    | 6     | 1  | 3             | 2             | FG            | -             | -             | - | -     | 18    | 11    | 4     | 3   | 68.52%      | 31      | 11      | +20     |         |         |         |         |
| Cerro Porteño Paraguay            | 1.ª                 | C-2024              | 13    | 6    | 3    | 4    | Inc. | 1     | 0    | 1    | 0    | 2     | 0  | 1             | 1             | 1/16          | -             | -             | - | -     | 16    | 6     | 5     | 5   | 47.92%      | 19      | 17      | +2      |         |         |         |         |
| Cerro Porteño Paraguay            | Total               | Total               | 25    | 16   | 4    | 5    | -    | 1     | 0    | 1    | 0    | 8     | 1  | 4             | 3             | -             | -             | -             | - | -     | 34    | 17    | 9     | 8   | 58.82%      | 50      | 28      | +22     |         |         |         |         |
| APOEL Chipre                      | 1.ª                 | 2024-25             | 18    | 8    | 5    | 5    | -    | 2     | 1    | 1    | 0    | 7     | 3  | 2             | 2             | 1/16          | -             | -             | - | -     | 27    | 12    | 8     | 7   | 54.32%      | 54      | 28      | +26     |         |         |         |         |
| APOEL Chipre                      | Total               | Total               | 18    | 8    | 5    | 5    | -    | 2     | 1    | 1    | 0    | 7     | 3  | 2             | 2             | -             | -             | -             | - | -     | 27    | 12    | 8     | 7   | 54.32%      | 54      | 28      | +26     |         |         |         |         |
| Total en su carrera               | Total en su carrera | Total en su carrera | 675   | 335  | 162  | 178  | -    | 82    | 44   | 13   | 25   | 70    | 25 | 23            | 22            | -             | 22            | 11            | 6 | 5     | 849   | 415   | 204   | 230 | 56.89%      | 1285    | 817     | +468    |         |         |         |         |
| 1. 2. 3.                          |                     |                     |       |      |      |      |      |       |      |      |      |       |    |               |               |               |               |               |   |       |       |       |       |     |             |         |         |         |         |         |         |         |

#### Resumen por competiciones
| Competición                         | Partidos | Ganados | Empatados | Perdidos | Ganados % |
| ----------------------------------- | -------- | ------- | --------- | -------- | --------- |
| Tercera División de España          | 44       | 33      | 8         | 3        | 81.06%    |
| Segunda División B de España        | 244      | 101     | 77        | 66       | 51.91%    |
| Segunda División de España          | 23       | 10      | 10        | 3        | 57.97%    |
| Primera División de España          | 157      | 70      | 27        | 60       | 50.32%    |
| Copa del Rey                        | 27       | 14      | 4         | 9        | 56.79%    |
| Superliga de Grecia                 | 121      | 69      | 24        | 28       | 63.63%    |
| Copa de Grecia                      | 35       | 22      | 3         | 10       | 65.72%    |
| Segunda División de Catar           | 17       | 16      | 0         | 1        | 94.12%    |
| Liga de fútbol de Catar             | 19       | 5       | 7         | 7        | 38.6%     |
| Copa Príncipe de la Corona de Catar | 7        | 4       | 1         | 2        | 61.9%     |
| UAE Pro League                      | 29       | 18      | 6         | 5        | 68.97%    |
| Copa Presidente EAU                 | 2        | 0       | 0         | 2        | 0%        |
| Copa de Liga de los EAU             | 8        | 3       | 3         | 2        | 50%       |
| Primera División de Paraguay        | 25       | 16      | 4         | 5        | 69.33%    |
| Copa Paraguay                       | 1        | 0       | 1         | 0        | 33.33%    |
| Primera División de Chipre          | 18       | 8       | 5         | 5        | 53.7%     |
| Copa de Chipre                      | 2        | 1       | 1         | 0        | 66.67%    |
| Liga de Campeones de la UEFA        | 15       | 8       | 2         | 5        | 57.77%    |
| Liga Europea de la UEFA             | 25       | 8       | 10        | 7        | 45.33%    |
| Liga Conferencia de la UEFA         | 7        | 3       | 2         | 2        | 52.38%    |
| Liga de Campeones de la AFC         | 8        | 2       | 1         | 5        | 29.17%    |
| Copa de Clubes Campeones del Golfo  | 7        | 3       | 4         | 0        | 61.91%    |
| Copa Libertadores                   | 6        | 1       | 3         | 2        | 33.34%    |
| Copa Sudamericana                   | 2        | 0       | 1         | 1        | 16.67%    |
| TOTAL                               | 849      | 415     | 204       | 230      | 56.89%    |

## Palmarés como entrenador

### Campeonatos nacionales
| Título              | Equipo           | País   | Año  |
| ------------------- | ---------------- | ------ | ---- |
| Tercera División    | Sevilla Atlético | España | 2001 |
| Segunda División B  | Sevilla Atlético | España | 2007 |
| Copa de Grecia      | AEK Atenas       | Grecia | 2011 |
| Qatargas League     | Al-Rayyan        | Catar  | 2015 |
| Superliga de Grecia | AEK Atenas       | Grecia | 2018 |